# Tahir Sinani
Tahir Sinani (Bujan, 25 maggio 1964 – Gostivar, 29 luglio 2001) è stato un militare kosovaro.

## Biografia
Sinani nacque nel villaggio di Gri, vicino alla città di Bujan, all'interno delle Alte terre di Gjakova, Albania, il 25 maggio 1964. Durante la Guerra del Kosovo, fu comandante della Zona Operativa di Paštrik, che comprendeva aree vicino alle città di Prizren e Gjakova. In quel periodo, prese parte alla Battaglia di Paštrik dove comandava la 122ª Brigata.
Dopo la guerra, fu nominato comandante per la Terza Zona Operativa del Corpo di protezione del Kosovo, ma fu anche coinvolto nell'Conflitto della valle di Preševo. Durante il Conflitto nella Repubblica di Macedonia del 2001, fu comandante della 116ª Brigata dell'NLA.
Il 16 luglio 2001, Sinani fu inserito nella lista dei terroristi dall'Unione Europea e successivamente nella lista dei terroristi della Macedonia il 27 luglio 2001.

## Morte
Il 29 luglio 2001, insieme ad altri quattro combattenti, si verificò un'esplosione accidentale che causò la morte di tutti e cinque, incluso Sinani, in un deposito di munizioni vicino a Gostivar. Il 24 maggio 2002, fu sepolto nel Cimitero dei Martiri a Landovica, Prizren.